# المعهد العالي للعلوم البيولوجية التطبيقية بتونس
المعهد العالي للعلوم البيولوجية التطبيقية بتونس هو أحد مؤسسات التعليم العالي بتونس ويتبع جامعة تونس المنار. ويقع بالموقع القديم لكلية الطب بتونس بشارع زهير السافي.

شعار المعهد

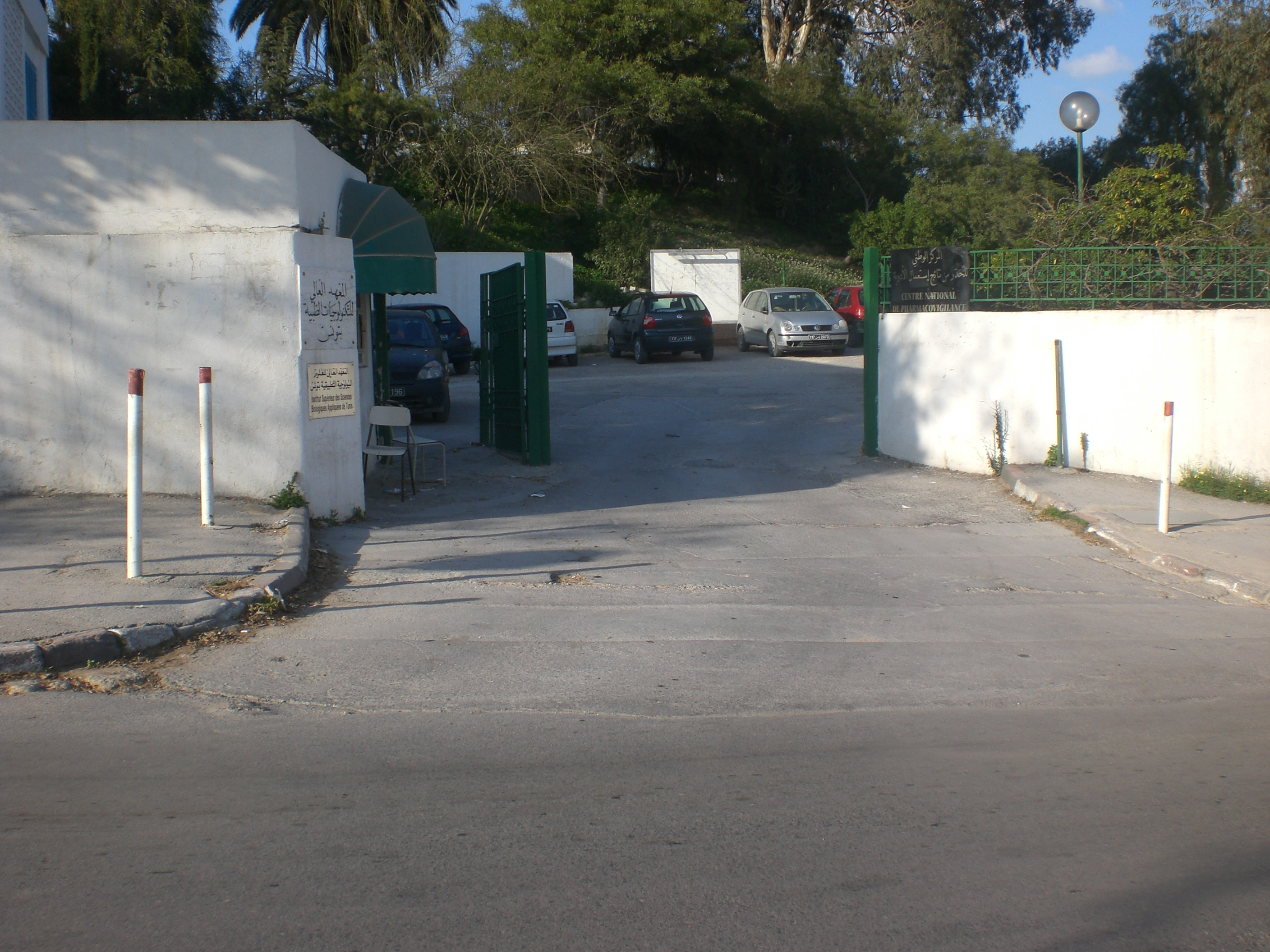
مدخل المعهد على شارع الدكتور زهير السافي

- بعث هذا المعهد طبقا للأمر 1663 المؤرخ في 4 أوت 2003.
- خلال العام الدراسي 2007 -2008 بلغ عدد طلبته 835 من بينهم 657 طالبة.

## وصلة خارجية
موقع المعهد على الانترنت.